# رستي غلوفر
رستي غلوفر (بالإنجليزية: Rusty Glover)‏ هو سياسي أمريكي، ولد في 17 أبريل 1966 بموبيل في الولايات المتحدة. حزبياً، نشط في الحزب الجمهوري. وقد انتخب عضو مجلس نواب ألاباما.